# Prospección geofísica

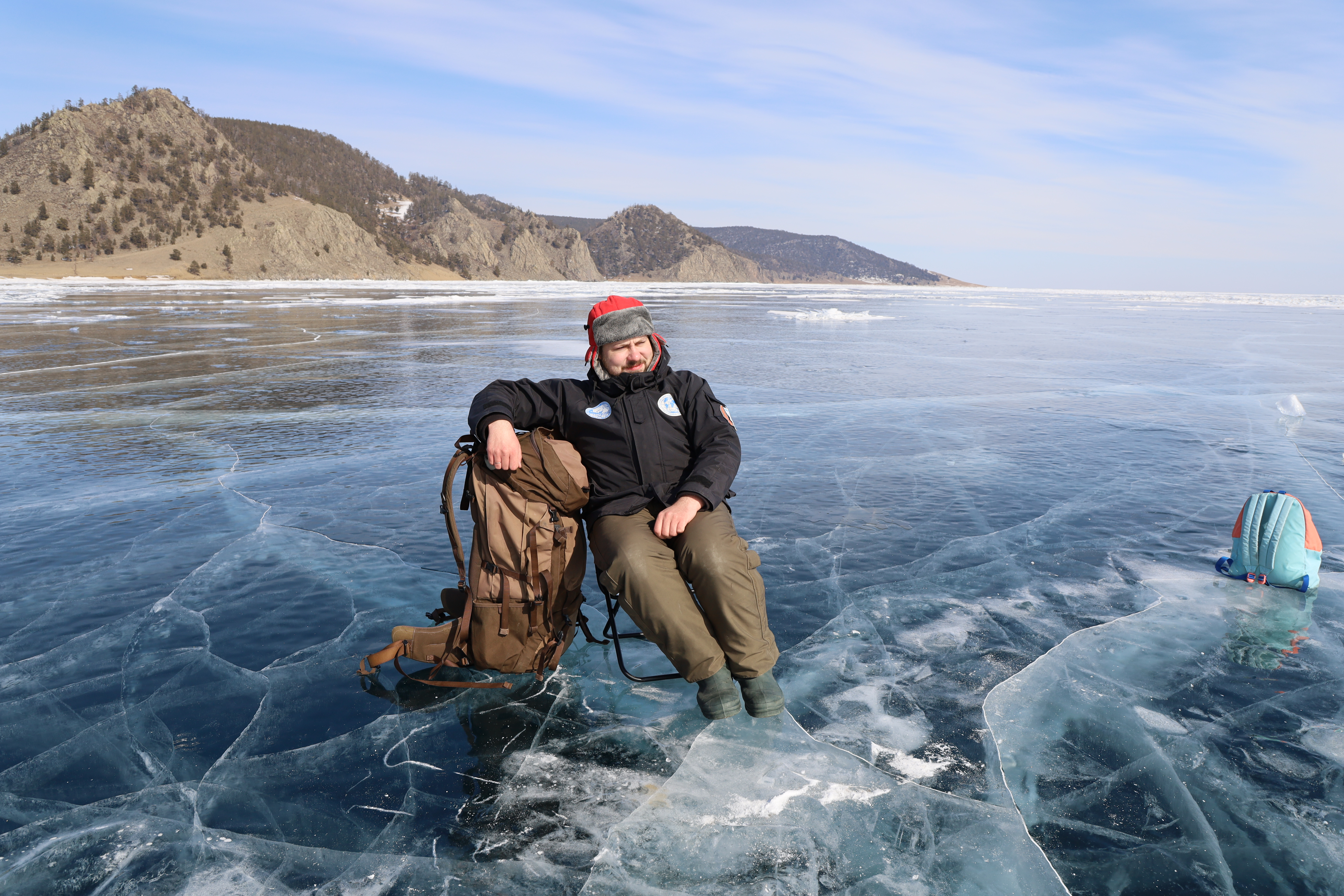
El científico del IFZ RAS observa el desarrollo del experimento geofísico.

La prospección geofísica es un conjunto de técnicas físicas y matemáticas, aplicadas a la exploración del subsuelo para la búsqueda y estudio de yacimientos de substancias útiles (petróleo, agua subterráneas, minerales, carbón, etc.), por medio de observaciones efectuadas en la superficie de la Tierra.
Mediante la aplicación de métodos geofísicos es posible determinar la estratificación de suelos y rocas, midiendo los cambios de características físicas de los materiales, como pueden ser la velocidad de propagación de ondas, la resistividad o conductividad del suelo y/o subsuelo, la susceptibilidad magnética entre otras.
Consiste en relacionar la estructura geológica del subsuelo a través de la distribución de alguna propiedad física del subsuelo, esto depende del método que se utilice.

## Métodos

### Estudios sísmicos
Consisten en producir artificialmente ondas sísmicas con una explosión pequeña o el impacto sobre la superficie de un objeto de gran peso (a veces, portado por un camión especial para esta tarea). Estos estudios detectan muy bien la presencia de hidrocarburos. La Sísmica de Refracción, basada en la observación de los tiempos de llegada de los primeros movimientos del terreno en diversos sitios, generados por una fuente de energía específica en un sitio determinado. El conjunto de datos obtenido en la adquisición de datos consiste en registros de tiempo versus distancia. Estas series son interpretadas en términos de la profundidad a interfaces entre capas de suelo y de las velocidades de propagación de la onda P (o S) en cada capa. Estas velocidades están controladas por los parámetros elásticos que describen el material. En la Sísmica de Reflexión el análisis está basado en la energía de las vibraciones después de iniciado el movimiento del suelo. Específicamente el estudio se concentra en los movimientos del terreno inducidos por la reflexión de las ondas, en las diferentes interfaces de capas, que han sido generadas en un sitio específico. En la reflexión se extrae información del subsuelo estudiando la amplitud y forma de los movimientos del terreno. Por lo anterior dicho los métodos sísmicos sirven para medir la velocidad de propagación de ondas en el subsuelo permitiendo caracterizar el subsuelo desde la superficie a centenas de metros. Usos: Caracterización del basamento rocoso, determinación de la estratigrafía y geometría del subsuelo, apoyo en la detección de agua subterránea, evaluación de bancos de material.

### Estudios gravimétricos
Son aquellos que consisten en medir la intensidad de la fuerza gravitatoria de la Tierra, la cual puede cambiar cuando se está en presencia de grandes masas mineralizadas. Se realizan mediciones relativas, es decir, se miden las variaciones laterales de la atracción gravitatoria de un lugar al otro puesto que en estas mediciones se puede lograr una precisión satisfactoria más fácilmente en comparación con las mediciones del campo gravitatorio absoluto.  El método gravimétrico se emplea como un método de reconocimiento general en hidrología subterránea para definir los límites de los acuíferos (profundidad de las formaciones impermeables, extensión de la formación acuífera, naturaleza y estructura de las formaciones del subsuelo). La gravimetría es un método que ayuda a caracterizar el subsuelo mediante la distribución de la densidad de masa de los distintos materiales del subsuelo, haciendo mediciones del campo natural gravimétrico terrestre. Permite caracterizar el subsuelo desde algunos metros hasta decenas de kilómetros de profundidad. Usos: Estudios en zonas arqueológicas, prospección de campos petroleros en conjunto de la exploración sísmica.

### Estudios magnetométricos
Éstos se basan en medir variaciones en el campo magnético de la Tierra a fin de detectar minerales como la magnetita que alteran el campo magnético. La magnetometría es un método que permite caracterizar el subsuelo a través de la distribución de la susceptibilidad magnética de los distintos materiales del subsuelo directamente relacionada con el contenido de minerales con propiedades magnéticas, haciendo mediciones del campo natural magnetométrico terrestre. Permite caracterizar el subsuelo desde algunos metros hasta decenas de kilómetros de profundidad. La tierra es un imán natural que da lugar al campo magnético terrestre. Las pequeñas variaciones de este campo, pueden indicar la presencia en profundidad de sustancias magnéticas. El método sirve para dar información sobre el basamento y su profundidad particularmente para entornos cristalinos y metamórficos. De igual manera ayudará a estudiar la geología regional y estructural. Usos: Estudios de zonas arqueológicas, prospección mineral.

### Estudios radiométricos
Consisten en efectuar mediciones de las radiaciones que se emiten desde el interior de la Tierra. Resulta apropiada para detectar la presencia de elementos como el "radio" o el "uranio".

### Estudios geoeléctricos
Permiten investigar la distribución de resistividades eléctricas o conductividades en el subsuelo desde unos pocos metros hasta decenas de kilómetros. En los métodos inductivos se trabaja con corrientes inducidas en el subsuelo a partir de frecuencias relativamente altas (entre 100 Hz y 1 MHz) mediante sondeos eléctricos, existe una variante de ésta que es Tomografía de Resistividad Eléctrica (TRE) en la cual consta de un arreglo de electrodos de forma favorable para realizar una imagen 2D del subsuelo y mediante resistividad/conductividad, interpretar la composición del subsuelo. En el caso de los métodos conductivos, se introduce en el subsuelo una corriente continua o de baja frecuencia (hasta unos 15 Hz), mediante electrodos. Usos:   Detección de agua subterránea, investigación de depósitos de minerales, determinación de intrusión salina en acuíferos costeros, detección de plumas contaminantes por hidrocarburos o lixiviados, determinación de la estratigrafía del subsuelo, evaluación de bancos de materia (arena y grava), determinación de la profundidad al nivel freático.

### Estudios eléctricos
Son aquellos que utilizan las propiedades eléctricas de los materiales para detectar las propiedades del terreno. Los mismos pueden ser por ejemplo, por inyección de corriente.